# Discografia dei King Crimson

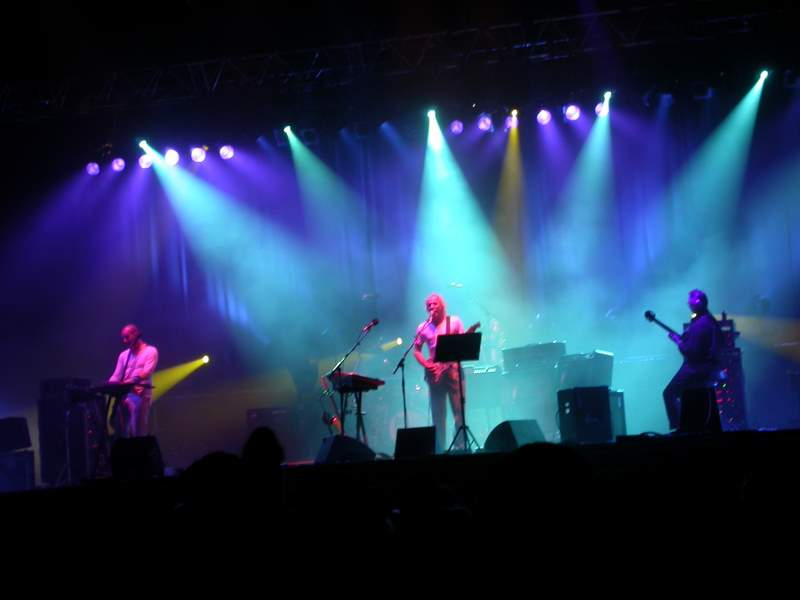
I King Crimson in concerto nel 2003

La discografia dei King Crimson, gruppo musicale rock progressivo britannico, conta 13 album registrati in studio, 25 live, 14 singoli, 3 EP e 6 DVD.

## Album

### Album in studio
| Anno                                                                          | Titolo                                                                                     | Classifiche | Classifiche | Classifiche | Classifiche | Classifiche | Classifiche | Classifiche | Classifiche | Classifiche | Classifiche | Certificazioni                                |
| Anno                                                                          | Titolo                                                                                     | UK          | CAN         | FIN         | FRA         | GER         | ITA         | NOR         | POL         | SWE         | US          | Certificazioni                                |
| ----------------------------------------------------------------------------- | ------------------------------------------------------------------------------------------ | ----------- | ----------- | ----------- | ----------- | ----------- | ----------- | ----------- | ----------- | ----------- | ----------- | --------------------------------------------- |
| 1969                                                                          | In the Court of the Crimson King - Pubblicato: 10 ottobre 1969 - Etichetta: Island Records | 5           | 27          | —           | —           | —           | 17          | —           | —           | —           | 28          | - CAN: Platino - ITA: Oro - UK: Oro - US: Oro |
| 1970                                                                          | In the Wake of Poseidon - Pubblicato: 15 maggio 1970 - Etichetta: Island Records           | 4           | 28          | —           | —           | —           | —           | —           | —           | —           | 31          |                                               |
| 1970                                                                          | Lizard - Pubblicato: 11 dicembre 1970 - Etichetta: Island Records                          | 26          | 60          | —           | —           | —           | 16          | —           | —           | —           | 113         |                                               |
| 1971                                                                          | Islands - Pubblicato: 3 dicembre 1971 - Etichetta: Island Records                          | 30          | 52          | —           | —           | 35          | 6           | —           | —           | —           | 76          |                                               |
| 1973                                                                          | Larks' Tongues in Aspic - Pubblicato: 23 marzo 1973 - Etichetta: Island Records            | 20          | 56          | —           | —           | —           | 15          | —           | —           | —           | 61          |                                               |
| 1974                                                                          | Starless and Bible Black - Pubblicato: 29 marzo 1974 - Etichetta: Island Records           | 28          | 75          | —           | —           | —           | 15          | —           | —           | —           | 66          |                                               |
| 1974                                                                          | Red - Pubblicato: 5 ottobre 1974 - Etichetta: Island Records                               | 45          | —           | —           | —           | —           | 28          | —           | —           | —           | 66          |                                               |
| 1981                                                                          | Discipline - Pubblicato: 22 settembre 1981 - Etichetta: Warner Bros. Records               | 41          | 18          | —           | —           | —           | —           | —           | —           | 37          | 45          |                                               |
| 1982                                                                          | Beat - Pubblicato: 18 giugno 1982 - Etichetta: Warner Bros. Records                        | 39          | 47          | —           | —           | —           | —           | 24          | —           | —           | 52          |                                               |
| 1984                                                                          | Three of a Perfect Pair - Pubblicato: 26 marzo 1984 - Etichetta: Warner Bros. Records      | 30          | 43          | —           | —           | 58          | —           | —           | —           | —           | 58          |                                               |
| 1995                                                                          | Thrak - Pubblicato: 25 aprile 1995 - Etichetta: Virgin Records                             | 58          | —           | —           | —           | —           | —           | —           | —           | —           | 83          |                                               |
| 2000                                                                          | The ConstruKction of Light - Pubblicato: 23 maggio 2000 - Etichetta: Virgin Records        | 129         | —           | —           | —           | 67          | 17          | —           | —           | —           | —           |                                               |
| 2003                                                                          | The Power to Believe - Pubblicato: 4 marzo 2003 - Etichetta: Sanctuary Records             | 162         | —           | 25          | 128         | 65          | 45          | —           | 18          | —           | 150         |                                               |
| "—" indica una pubblicazione non classificata o non pubblicata in quel Paese. |                                                                                            |             |             |             |             |             |             |             |             |             |             |                                               |

### Album dal vivo
| Anno | Informazioni Album |
| ---- | --- |
| 1972 | Earthbound - Pubblicato: 9 giugno 1972 - Registrato: febbraio 11-marzo 10, 1972 - Etichetta: Island, Polydor, E.G., Virgin                         |
| 1975 | USA - Pubblicato: 3 maggio 1975 - Registrato: 29-30 giugno 1974 - Etichetta: Island, Atlantic, Polydor, E.G., Virgin                               |
| 1992 | The Great Deceiver - Pubblicato: 30 ottobre 1992 - Registrato: 1973-1974 - Etichetta: E.G., Virgin - Note: 4CD box set                             |
| 1995 | B'Boom: Live in Argentina - Pubblicato: 22 agosto 1995 - Registrato: 1994 - Etichetta: Discipline Global Mobile - Note: 2CD set                    |
| 1996 | Thrakattak - Pubblicato: 1996 - Registrato: 1995 - Etichetta: DGM                                                                                  |
| 1997 | Epitaph - Pubblicato: 1997 - Registrato: 1969 - Etichetta: DGM - Note: 4CD box set                                                                 |
| 1997 | The Night Watch - Pubblicato: 1997 - Registrato: 23 novembre 1973 - Etichetta: DGM - Note: 2CD set                                                 |
| 1998 | Absent Lovers: Live in Montreal - Pubblicato: 23 giugno 1998 - Registrato: 11 luglio 1984 - Etichetta: DGM - Note: 2CD set                         |
| 1998 | Live at the Marquee - Pubblicato: ottobre 1998 - Registrato: 1969 - Etichetta: DGM                                                                 |
| 1998 | Live at Jacksonville - Pubblicato: dicembre 1998 - Registrato: 26 febbraio 1972 - Etichetta: DGM                                                   |
| 1999 | The Beat Club, Bremen - Pubblicato: febbraio 1999 - Registrato: 17 ottobre 1972 - Etichetta: DGM                                                   |
| 1999 | Live at Cap d'Agde, 1982 - Pubblicato: aprile 1999 - Registrato: 26–27 agosto 1982 - Etichetta: DGM                                                |
| 1999 | Cirkus: The Young Persons' Guide to King Crimson Live - Pubblicato: 25 maggio 1999 - Registrato: 1969-1998 - Etichetta: Virgin - Note: 2CD set     |
| 1999 | King Crimson on Broadway - Pubblicato: giugno 1999 - Registrato: 20–25 novembre 1995 - Etichetta: DGM                                              |
| 1999 | Live in San Francisco - Pubblicato: agosto 1999 - Registrato: 1º novembre 1995 - Etichetta: DGM - Note: ProjeKct Four album                        |
| 1999 | Live in Mexico City - Pubblicato: 1999 - Registrato: 2–4 agosto 1996 - Etichetta: DGM                                                              |
| 1999 | The ProjeKcts - Pubblicato: 26 ottobre 1999 - Registrato: 1997-1999 - Etichetta: DGM - Note: 4CD box set del ProjeKct One, Two, Three e Four       |
| 1999 | The Deception of the Thrush: A Beginners' Guide to ProjeKcts - Pubblicato: 1999 - Registrato: 1997-1999 - Etichetta: DGM                           |
| 2000 | The Beginners' Guide to the King Crimson Collectors' Club - Pubblicato: 2000 - Registrato: 1969-1998 - Etichetta: DGM                              |
| 2000 | Live in Central Park, NYC - Pubblicato: aprile 2000 - Registrato: 1º luglio 1974 - Etichetta: DGM                                                  |
| 2000 | Heavy ConstruKction - Pubblicato: 2000 - Registrato: maggio - luglio 2000 - Etichetta: DGM - Note: 3CD set                                         |
| 2001 | Vrooom Vrooom - Pubblicato: 13 novembre 2001 - Registrato: 30 giugno 1995 - 4 agosto 1996 - Etichetta: DGM - Note: 2CD set                         |
| 2002 | Ladies of the Road - Pubblicato: 12 novembre 2002 - Registrato: 1971-1972 - Etichetta: DGM - Note: 2CD set                                         |
| 2003 | EleKtrik: Live in Japan - Pubblicato: 2003 - Registrato: 16 aprile 2003 - Etichetta: DGM - Note: Registrato a Kouseinenkin Kaikan, Tokyo, Giappone |
| 2003 | The Power to Believe Tour Box - Registrato: 28 febbraio 2003 - Pubblicato: 2003 - Etichetta: DGM - Note: Packaged in a DVD snapcase                |
| 2015 | Live at the Orpheum - Registrato: 30 settembre - 1º ottobre 2014 - Pubblicato: 2015 - Etichetta: DGM                                               |
| 2016 | Live in Toronto - Registrato: 20 novembre 2015 - Pubblicato: 17 marzo 2016 - Etichetta: DGM                                                        |
| 2016 | Radical Action (To Unseat the Hold of Monkey Mind) - Registrato: 2015 - Pubblicato: 2 settembre 2016 - Etichetta: DGM                              |

#### King Crimson Collectors' Club
A partire dal 1992, con la creazione dell'etichetta discografica Discipline Global Mobile, Fripp ha dedicato molto lavoro alla masterizzazione in digitale di numerosissime registrazioni live inedite dei King Crimson dal 1969 ad oggi. Già dal '92 sono comparsi sul mercato lussuosi cofanetti antologici o semplici CD che documentavano più o meno tutta la carriera live del gruppo (vedi "Album live").
Nel 1998 nasce l'idea del "DGM Collectors' Club", poi ribattezzato "King Crimson Collectors' Club", ai cui iscritti venivano mensilmente spediti CD di concerti, in edizione limitata.
In seguito alla grande richiesta per tale materiale, il "Collectors' Club" è poi divenuto un'edizione "per tutti", reperibile sia nei negozi di dischi che dal sito internet della DGM. La fonte delle registrazioni in questione è costituita, oltre che dall'archivio "ufficiale" del gruppo, anche da numerose registrazioni clandestine raccolte da Fripp nel corso degli anni, e per quanto possibile "ripulite" con l'ausilio della tecnica digitale.
Dal 22 novembre 2005, il sito internet della DGM è divenuto "DGM-Live" ed offre - oltre alle suddette edizioni in CD - la possibilità di scaricare a pagamento un gran numero di concerti dei King Crimson (e non solo) dal 1969 ad oggi, molti dei quali corredati da copertina e con qualità audio generalmente buona.
Queste iniziative, oltre a neutralizzare il mercato dei bootlegs offrendo edizioni più curate di quelle illegali e garantendo il pagamento del copyright agli artisti, ha reso la carriera concertistica dei King Crimson fra le meglio documentate in assoluto in ambito rock, per qualità e quantità del materiale

## Singoli
| Anno                                                                          | Titolo                            | Classifiche | Classifiche | Classifiche | Album di provenienza                   |
| Anno                                                                          | Titolo                            | UK          | US          | US AOR      | Album di provenienza                   |
| ----------------------------------------------------------------------------- | --------------------------------- | ----------- | ----------- | ----------- | -------------------------------------- |
| 1969                                                                          | The Court of the Crimson King     | —           | 80          | —           | In the Court of the Crimson King       |
| 1970                                                                          | Cat Food/Groon                    | —           | —           | —           | /                                      |
| 1974                                                                          | The Night Watch                   | —           | —           | —           | Starless and Bible Black               |
| 1976                                                                          | Epitaph/21st Century Schizoid Man | —           | —           | —           | A Young Person's Guide to King Crimson |
| 1981                                                                          | Matte Kudasai                     | —           | —           | —           | Discipline                             |
| 1981                                                                          | Thela Hun Ginjeet                 | —           | —           | —           | Discipline                             |
| 1982                                                                          | Heartbeat                         | —           | —           | 58          | Beat                                   |
| 1984                                                                          | Sleepless                         | 79          | —           | —           | Three of a Perfect Pair                |
| 1995                                                                          | Dinosaur                          | —           | —           | —           | THRAK                                  |
| 1995                                                                          | Sex Sleep Eat Drink Dream         | —           | —           | —           | THRAK                                  |
| "—" indica una pubblicazione non classificata o non pubblicata in quel Paese. |                                   |             |             |             |                                        |

## Video

### Video
- 1984 The Noise - Frejus 1982
- 1984 Three of a Perfect Pair - Live in Japan
- 1996 Live In Japan - 1995
- 1996 deja VROOOM DVD
- 2003 Eyes Wide Open DVD
- 2004 Neal and Jack and Me - Live 1982-1984 DVD